# Jacob d'Edessa el Jove
Jacob d'Edessa el Jove (Jacobus, Ἰάκωβος) (segle vii, vers 630/640, mort 710), conegut també com a Jacob Doctor, Jacob Comentador i Jacob Intèrpret de llibres (Doctor, Comentator, o Interpres librorum) fou un religiós sirià.
Fou nomenat bisbe d'Edessa vers el 651 quan encara devia ser jove. Es creu que va assistir al sínode convocat pel patriarca dels jacobites el 706 però la referència que en parla és prou ambigua com per assegurar-ho. La seva memòria és reverenciada per maronites i jacobites.
Va escriure uns comentaris sobre les escriptures, un comentari sobre la Isagoge de Porfori, una obra anomenada Chronicon, o Annales (que es conserva), una litúrgia, un servei baptismal, canons eclesiàstics i epístoles, i a més una gramàtica siríaca, i el considera restaurador de la llengua siríaca que havia començat a degenerar.
Va traduir Praedicamenta, Analytica, i De Elocutione Oratoria d'Aristòtil, i Homiliae Epithroniae de Sever d'Antioquia, i probablement algunes altres obres.